# Nagur
Nagur is een bestuurslaag in het regentschap Serdang Bedagai van de provincie Noord-Sumatra, Indonesië. Nagur telt 5537 inwoners (volkstelling 2010).